# Reppe (Andenne)
Pour les articles homonymes, voir Reppe.
Reppe est un hameau de Seilles, dans la province de Namur, en Belgique. S’étirant tout en longueur au bord de Meuse (rive gauche) à l’Est de Seilles le hameau fait administrativement partie de la ville et commune d’Andenne. Avant la fusion des communes de 1977 il faisait partie (avec Seilles) de la province de Liège.

## Histoire
Les traces d’un pont romain sur la Meuse, entre Reppe et Andenelle, attestent de présence humaine remontant au moins au IIe siècle. Ce pont fut détruit en 1151 lors d’une guerre entre la Principauté de Liège et le comté de Namur. Ensuite, pendant des siècles, les deux rives (relativement rapprochées) ne furent reliées que par transport fluvial : embarcations avec passeur d’eau. Le pont ne fut jamais reconstruit.
Sous l’Ancien Régime, Seilles était une des trente-deux seigneuries du ban d’Andenne qui étaient placées sous l’autorité d’un influent seigneur, le chapitre de la collégiale d’Andenne. Ce ban était un des plus puissants et des plus influents du comté de Namur. 

## Description
Tout en longueur, ce qui est devenu le quartier de Reppe - constitue d'une seule longue rue, la 'rue Reppe', la est bordé au nord par la voie de chemin de fer (ligne 125, Namur-Liège) et au Sud par la Meuse. De l’agglomération de Reppe il ne reste qu’une trentaine de maisons avec quelques fermes du XVIIe au XXe siècle, avec l’église Saint-Martin. Toute la zone entre la voie de chemin de fer et la Meuse est devenue un vaste parc d’activité économique et industrielles: le 'Parc d'activités économiques 'Andenne-Seilles'.

## Patrimoine
- L'église Saint-Martin, datant du XIe siècle dans ses parties les plus anciennes, est classée au patrimoine de Wallonie depuis 1933. Elle est considérée comme une des plus petites de Belgique[1].
- La prison d'Andenne se trouve à Reppe.